# Regenput
Een regenput, regenwaterput, regenbak of (regionaal) tras is een ondergronds opslagbassin voor hemelwater, soms binnenshuis, meestal aangelegd naast een woning. Een regenput was in verleden vooral bedoeld als drinkwaterberging. In sommige regio's van België is de aanwezigheid in de eenentwintigste eeuw verplicht gesteld als spoelwatervoorziening bij nieuw te bouwen woningen. Een waterkelder is een groter bassin voor meerdere huishoudens of een hele nederzetting. Vooral in historische betekenis wordt voor beide betekenissen ook het woord cisterne gebruikt.

## Geschiedenis

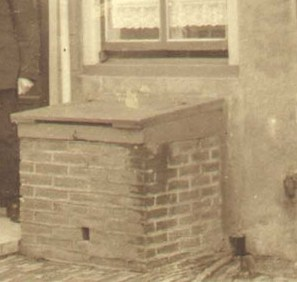
Regenbak bij een woning in ca. 1920

In gebieden waar grondwater door bijvoorbeeld het zoutgehalte onbruikbaar was, werd regenwater als drinkwater gebruikt voordat waterleiding waren aangelegd. Dat was in de Lage Landen in schaars bevolkte gebieden nog tot ca. 1950 het geval. De putten waarin het water verzameld werd, hadden meestal een capaciteit van 300-500 emmers. Ook bij kerkgebouwen was vaak een waterkelder voor het bewaren van regenwater aanwezig. Deze voorraad vormde een reserve voor droge tijden. Veel kerken in Zeeland en op de Zuid-Hollandse Eilanden zijn voorzien van zo'n waterkelder. Bij langdurige droogte werd op sommige plaatsen ook water per schip aangevoerd.
In tijden dat het regenwater als drinkwater gebruikt werd, werd het vaak, voor het in de put kwam, gefilterd met behulp van turf of cokes. Ook kwam het wel voor dat in de put enige zeelten (zoetwatervis) werden gehouden die hielpen het water schoon te houden.
Water putten gebeurde eeuwenlang met behulp van een putketel of aker, een kleine emmer. Ook benutte men vaak een waterpomp met een zwengel die het water maximaal vijf meter verticaal kon verplaatsen.

## Modern gebruik

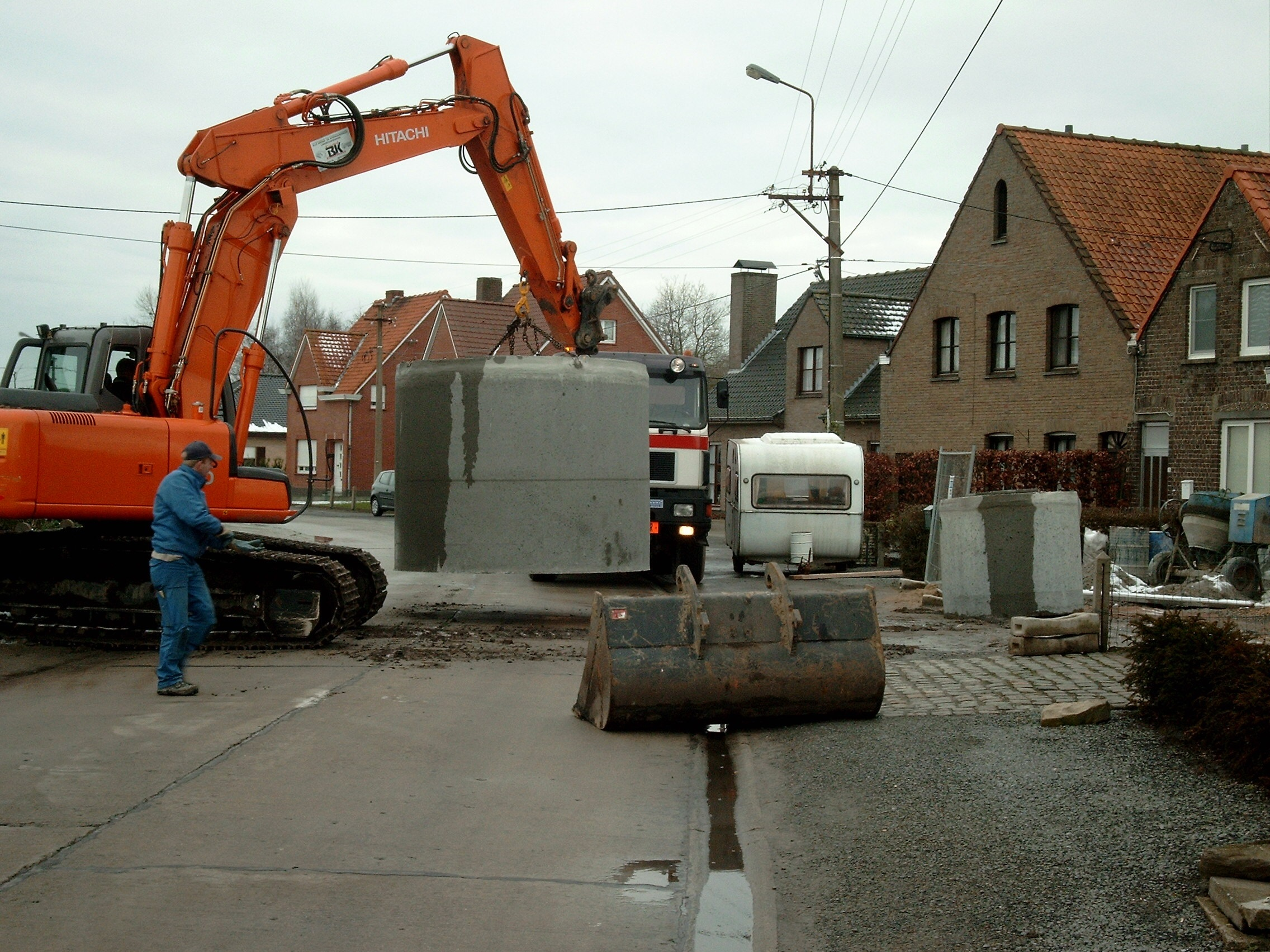
Betonnen regenwaterput om ondergronds te plaatsen, naast de woning

Bij modern gebruik van een regenwaterput wordt een tweede waterleidingnet aangelegd in de woning, typisch voor de wateraansluiting van wc's en wasmachine, gebruik in de tuin en schoonmaken.
Het doel is het verminderen van het gebruik van duurder gezuiverd drinkwater voor het doorspoelen van toiletten, en andere laagwaardige doelen. Het verlaagt ook de druk op de waterwinning en op de waterstand tijdens droge periodes. Tegelijk vermindert het de hoeveelheid regenwater die bij intense buien afgevoerd moet worden in de bebouwde omgeving, en dus de kans op overstromingen. Het vormt dus een buffer om de gevolgen van zowel droge als natte periodes te beperken.

### Werking
Regenwater wordt van het dak van een gebouw door goten opgevangen en via pijpen naar de put geleid. De put heeft een stenen (vroeger ook houten) opbouw van circa een meter hoog met een metalen (vroeger ook houten) deksel. Deze opbouw wordt ook wel de keel genoemd.
Moderne ondergrondse regenwaterputten zijn meestal in de vorm van een betonnen cilinder of plastic tanks. Een regenwaterpomp voedt de regenwaterleidingen in de woning. Deze waterleidingen moeten dan strikt gescheiden zijn van de drinkwaterleidingen, om besmettingen van drinkwaterleidingen te vermijden. Een noodmechanisme (voor als de put leeg is) mag daardoor geen fysieke verbinding maken.(zelfs niet met een schakelaar of een eenrichtingsklep verbonden)

### Verplichting in waterschaarse regio's
In Vlaanderen en in het Brussels Gewest is een regenwatersysteem verplicht bij nieuwe of herbouwde woningen (in Vlaanderen door de gewestelijke stedenbouwkundige verordening inzake hemelwater). Vanaf 2005 ging dit in Vlaanderen bij een eengezinswoning over een regenwaterput van minstens 3000 liter, vanaf 2014 van minstens 5000 liter. In de jaren 1970 was een regenwatersysteem al een aanbeveling als tweede waterbron. In Vlaanderen is de van nature beschikbare hoeveelheid water per inwoner trouwens beperkt, het grootste deel van Vlaanderen kampt zelfs met een extreme waterschaarste, als enige regio in West-Europa.